# سكوت فروست
سكوت فروست (بالإنجليزية: Scott Frost)‏ (و. 1975  م) هو مدير فني، ولاعب كرة قدم أمريكية، ومدرب رياضي، ومدير فني، من الولايات المتحدة، ولد في وود ريفير (نبراسكا)، يلعب كظهير ربعي، وظهير دفاعي ‏.

## التعليم
تعلم في جامعة ستانفورد، وجامعة نبراسكا- لينكولن.

## جوائز
حصل على جوائز منها:
- Home Depot Coach of the Year [الإنجليزية]‏، عن عمل: 2017 UCF Knights football team [الإنجليزية]‏ (2017)
- AFCA Coach of the Year Award [الإنجليزية]‏، عن عمل: 2017 UCF Knights football team [الإنجليزية]‏ (2017)
- Paul "Bear" Bryant Award [الإنجليزية]‏، عن عمل: 2017 UCF Knights football team [الإنجليزية]‏ (2017)
- Associated Press College Football Coach of the Year Award [الإنجليزية]‏، عن عمل: 2017 UCF Knights football team [الإنجليزية]‏ (2017)
- Eddie Robinson Coach of the Year Award [الإنجليزية]‏، عن عمل: 2017 UCF Knights football team [الإنجليزية]‏ (2017).

## وصلات خارجية
- سكوت فروست على موقع إي إس بي إن.كوم (أن.أف.أل)3
- سكوت فروست على موقع مرجع كرة القدم المحترفة.كوم (الإنجليزية)

- سكوت فروست على موقع IMDb (الإنجليزية)